# 1693 w polityce

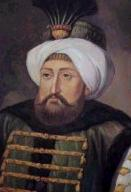
Mehmed IV

Wydarzenia polityczne w 1693 roku.

## Zmarli
- 6 stycznia Mehmed IV, sułtan turecki[1].